# Římskokatolická farnost Kobeřice u Brna
Římskokatolická farnost Kobeřice u Brna je územní společenství římských katolíků s farním kostelem svatého Jiljí v obci Kobeřice u Brna ve slavkovském děkanství. Do farnosti patří obec Kobeřice u Brna.

## Historie farnosti
První písemná zmínka o obci pochází z roku 1283, kdy ves již existovala a byl v ní farní kostel.  V interiéru kostela se nachází freska Panny Marie Ochranitelky, pravděpodobně z přelomu 13.–14. století.
Po vzniku Československa v obci vypukly náboženské vášně, spojené se vznikem československé církve husitské. Ta zde má rovněž svůj sbor. V roce 1970 se v obci konal tajný pastorální synod skryté církve pod vedením jejího tajného biskupa Felixe Maria Davídka.

## Duchovní správci
Administrátorem excurrendo byl od prosince 2005 do července 2015 R. D. PaedDr. Marek Slatinský ze Šaratic.Ke dni 1. srpna 2015 byl jako administrátor excurrendo ustanoven D. Vít Martin Červenka, OPraem. Počínaje zářím 2018 je duchovním správcem jako administrátor excurrendo D. Mgr. Bc. Petr Pavel Severin, OPraem.
Od srpna 2022 se stal nových duchovním správcem R. D. Mgr. Siard Kamil Novotný, OPraem.

## Bohoslužby
| Kostel        | Místo           | Bohoslužba (den) | Hodina                          | Poznámka     |
| ------------- | --------------- | ---------------- | ------------------------------- | ------------ |
| svatého Jiljí | Kobeřice u Brna | neděle úterý     | 10.30 17.00 (zima)/18.00 (léto) | Farní kostel |

## Aktivity ve farnosti
Každoročně se zde koná tříkrálová sbírka. V roce 2018 se při sbírce vybralo 10 871 korun. 
Dnem vzájemných modliteb farností za bohoslovce a bohoslovců za farnosti brněnské diecéze je 6. duben. Adorační den připadá na 25. ledna. Na varhany hraje Marta Jedličková z Otnic.